# Stopień Wodny Różanka

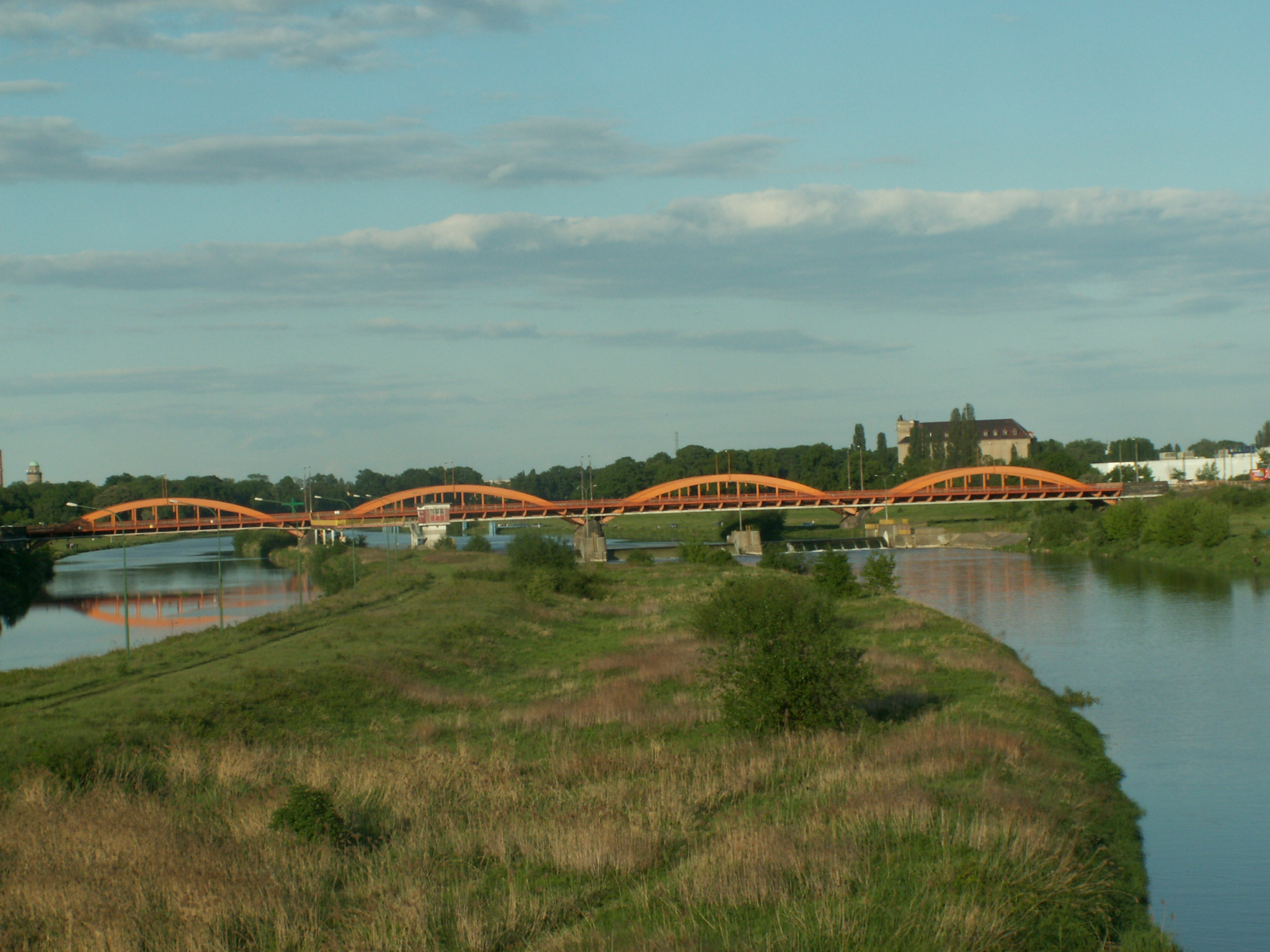
Jaz Różanka poniżej Mostu Trzebnickiego

Stopień Wodny Różanka – stopień wodny we Wrocławiu położony na Głównej Drodze Wodnej prowadzącej przez miasto w ramach Odrzańskiej Drogi Wodnej. Stopień piętrzy wody największej z rzek przepływającej przez miasto – rzeki Odra. Zlokalizowany jest na jej ramieniu bocznym przepływającym poza centrum miasta. Obejmuje budowle piętrzące zlokalizowane w rejonie osiedla Różanka, na uregulowanym i przebudowanym ramieniu Odry: Starej Odrze; oraz na kanale wodnym: Kanale Różanka. W obrębie tego stopnia wodnego znajdują się takie budowle hydrotechniczne jak Jaz Różanka i Śluza Różanka.

## Elementy stopnia

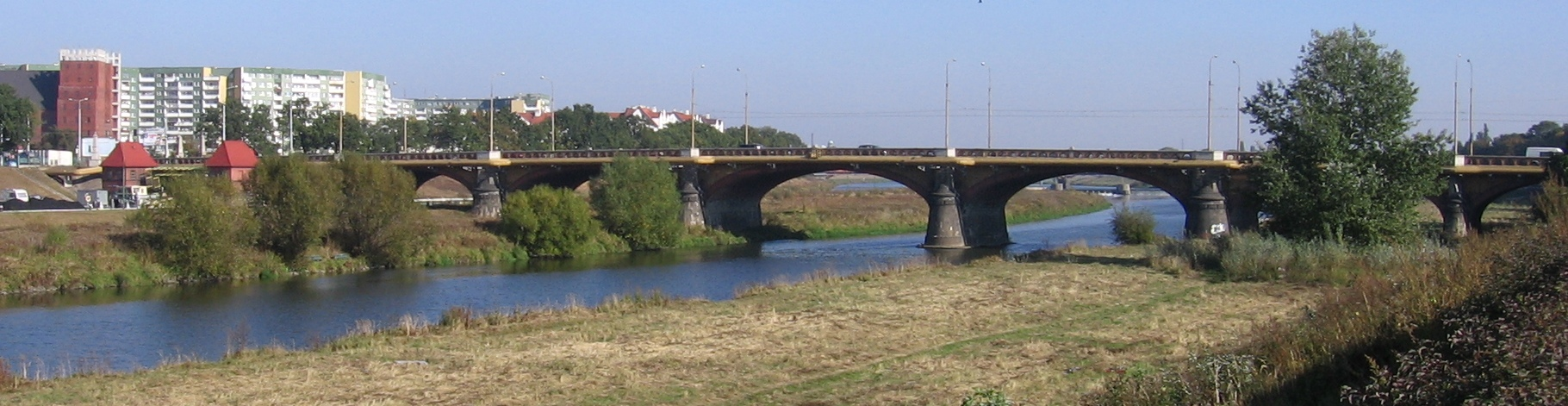
Most Osobowicki, po lewej, poniżej mostu, budynki maszynowni i sterowni śluzy

Stopień ten składa się z dwóch podstawowych elementów hydrotechnicznych, a także budynków oraz obiektów pomocniczych i towarzyszących. Podstawowymi elementami tego stopnia są:
- Jaz Różanka[1][2]
- Śluza Różanka[1][2].

Oprócz podstawowych obiektów piętrzących stopnia, wybudowano także elementy pomocnicze i towarzyszące, tj. budynki i budowle związane z obsługą stopnia i administracją.

## Historia

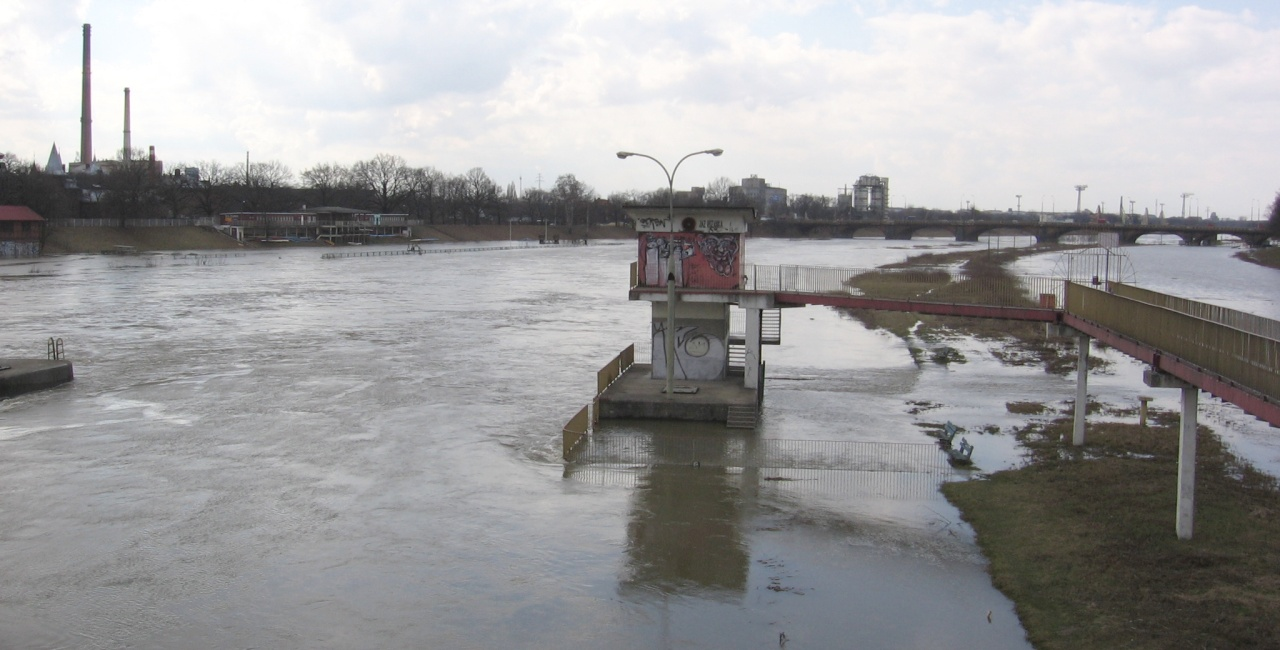
Stara Odra i Kanał Różanka podczas wezbrania
budynek sterowni jazu i kładka

Obecny kształt Stopnia Wodnego Różanka jest wynikiem realizacji inwestycji, polegającej na budowie nowej drogi wodnej oraz nowego systemu zabezpieczenia przeciwpowodziowego miasta. Inwestycja prowadzona była w latach 1913–1917. Droga wodna prowadząca przez ten stopień wodny stanowi obwodnicę miasta na Odrzańskiej Drodze Wodnej. Jej parametry żeglugowe są znacznie lepsze od dróg wodnych prowadzących przez Szlak Wielkiej Żeglugi (Miejski Szlak Żeglugowy) oraz Śródmiejski Węzeł Wodny.
| lata | obiekt        | wydarzenie, rodzaj robót                                              |
| ---- | ------------- | --------------------------------------------------------------------- |
| 1914 | Jaz Różanka   | budowa jazu kozłowo-iglicowego                                        |
| 1916 | Śluza Różanka | budowa                                                                |
| 1917 | Śluza Różanka | budowa maszynowni                                                     |
| 1918 | Śluza Różanka | budowa sterowni                                                       |
| 1948 | Śluza Różanka | rozpoczęcie eksploatacji po naprawach niewielkich zniszczeń wojennych |
| 1981 | Jaz Różanka   | przebudowa na jaz sektorowy                                           |
| 1994 | Śluza Różanka | wymiana zamknięcia górnego – segmentu                                 |

## Nazewnictwo
W okresie powojennym, w Polsce, ukształtowało się odpowiednie nazewnictwo w odniesieniu do obiektów stopnia oraz dla obiektów towarzyszących i kanałów wodnych. Nazwy stosowane w odniesieniu do tych obiektów wywodzą się od nazwy osiedla Różanka, które położone jest na północnym brzegu Kanału Różanka. Dla śluzy stosuje się nazwę zgodną z nazwą stopnia wodnego: Śluza Różanka; a dla jazu: Jaz Różanka. Ponieważ współcześnie istniejące obiekty stopnia powstały w czasie, gdy Wrocław przynależał do Niemiec, miały również one wcześniej swoje nazwy niemieckie.
| nazwa obecna  | inna nazwa                   | nazwa niemiecka      | foto |
| ------------- | ---------------------------- | -------------------- | ---- |
| Jaz Różanka   |                              |                      |      |
| Śluza Różanka |                              | Rosentaler Schleusse |      |
| Kanał Różanka | Kanał Żeglugowy, Nawigacyjny |                      |      |

## Lokalizacja stopnia
Stopnień ten obejmuje budowle piętrzące umiejscowione w dwóch ciekach wodnych: ramieniu bocznym rzeki Odra: na tzw. Starej Odrze; oraz na kanale wodnym, tzw. Kanale Różanka. Oba główne elementy stopnia nie są zlokalizowane w jednym przekroju rzeki lecz w dwu różnych lokalizacjach: wyżej względem biegu rzeki położony jest jaz, niżej śluza. Powyżej jazu przebiegają Mosty Trzebnickie, a poniżej jazu i równocześnie powyżej śluzy Mosty Osobowickie.
| element stopnia | km biegu                                    | kierunek      | brzeg | przyczółek, ramię kanał                                                  | elementy pomocnicze, towarzyszące              |
| --------------- | ------------------------------------------- | ------------- | ----- | ------------------------------------------------------------------------ | ---------------------------------------------- |
| Jaz Różanka     | 5,15 Starej Odry                            | południowy    | lewy  | grobla rozdzielająca Starą Odrę i Kanał Miejski, za nim osiedle Kleczków | budynek sterowni, kładka, przepławka dla ryb   |
| Jaz Różanka     | 5,15 Starej Odry                            | Stara Odra    |       |                                                                          | budynek sterowni, kładka, przepławka dla ryb   |
| Jaz Różanka     | 5,15 Starej Odry                            | północny      | prawy | grobla rozdzielająca Kanał Różanka i Starą Odrę                          | budynek sterowni, kładka, przepławka dla ryb   |
| Śluza Różanka   | 253,30 km Odry; 9,0 km Głównej Drogi Wodnej | południowy    | lewy  | grobla rozdzielająca Kanał Różanka i Starą Odrę                          | budynki: maszynowni, sterowni, administracyjny |
| Śluza Różanka   | 253,30 km Odry; 9,0 km Głównej Drogi Wodnej | Kanał Różanka |       |                                                                          | budynki: maszynowni, sterowni, administracyjny |
| Śluza Różanka   | 253,30 km Odry; 9,0 km Głównej Drogi Wodnej | północny      | prawy | Różanka                                                                  | budynki: maszynowni, sterowni, administracyjny |

## Miejsce w układzie funkcjonalnym
Wrocław położony jest nad skanalizowanym odcinkiem rzeki Odra, co oznacza, że Stopień Wodny Różanka jest jednym z całego ciągu stopi utrzymujących wymagany poziom wody na rzece. Poprzednim stopniem wodnym jest Stopień Wodny Zacisze, a równolegle (równorzędnie w układzie funkcjonalnym) do tego stopnia, w Śródmiejskim Węźle Wodnym znajduje się Mieszczański Stopień Wodny, oraz częściowo na Miejskiej Drodze Wodnej, Stopień Wodny Psie Pole, tzn. Śluza Miejska. Inny element tego stopnia, Jaz Psie Pole, jest poprzednim stopniem dla Jazu Różanka. Następnym stopniem zgodnie z biegiem rzeki jest Stopień Wodny Rędzin.
Szlak prowadzący przez Stopień Wodny Różanka jest drogą wodną w rozumieniu odpowiednich przepisów prawa, tj. rozporządzenia Rady Ministrów w sprawie śródlądowych dróg wodnych – wykaz śródlądowych dróg wodnych; ta droga wodna została ujęta w wykazie śródlądowych dróg wodnych stanowiącym załącznik do tego rozporządzenia.

## Obiekty podstawowe
Obiekty podstawowe stopnia to obiekty utrzymujące odpowiedni, założony poziom piętrzenia na stopniu oraz realizujące inne, konkretne funkcje, do których dana budowla jest przeznaczona. Spad na stopniu dla normalnego poziomu piętrzenia wynosi: 2,3 m.
| nazwa         | ramię, kanał  | rodzaj      | data powstania | podstawowe dane                                                              |
| ------------- | ------------- | ----------- | -------------- | ---------------------------------------------------------------------------- |
| Jaz Różanka   | Stara Odra    | jaz         | 1914 (1981)    | 3 przęsła po 25,0 m; zamknięcia: sektorowe                                   |
| Śluza Różanka | Kanał Różanka | śluza wodna | 1916           | wymiary: 193,0 x 9,6 m; zamknięcia: górne – segmentowe, dole - wrota wsporne |

## Pozostałe obiekty
Przy śluzie powstały budynki położone przy ul. Osobowickiej 2. Są to budynki maszynowi i sterowni, oraz budynek administracyjny stopnia. Oba budynki są murowane, z czterospadowym dachem krytym dachówką. W rzucie poziomym mają kształty prostokąta. Są to budynki dwukondygnacyjne (jednopiętrowe). Budynek administracyjny, to budynek jednokondygnacyjny (parterowy), z tzw. muru pruskiego. Przy jazie, na prawym przyczółku powstał budynek sterowni do którego prowadzi kładka jazowa z Mostu Trzebnickiego. W lewym przyczółku jazu wybudowano przepławkę dla ryb.